# Dion Waiters
Pour les articles homonymes, voir Waiters.
Dion Waiters, né le 1er décembre 1991 à Philadelphie, est un joueur américain de basket-ball. Il mesure 1,90 m et joue au poste d'arrière.

## Biographie
Il intègre l'équipe universitaire des Orange de Syracuse en 2010.
Dion Waiters se présente à la draft 2012 de la NBA et est choisi en 4e position par les Cavaliers de Cleveland. Il signe un contrat avec cette dernière franchise le 5 juillet. Rookie du mois de février de la Conférence Est, il termine la saison dans le premier cinq des rookies, dont les quatre autres membres sont Damian Lillard, Anthony Davis, Harrison Barnes et Bradley Beal.
Waiters rejoint le Thunder d'Oklahoma City début janvier 2015 dans le cadre d'un transfert impliquant trois franchises, les Knicks, les Cavaliers et le Thunder. Après un mauvais premier match avec le Thunder contre les Kings de Sacramento où il marque quatre points à 1 sur 9 aux tirs le 7 janvier, il en marque quinze à 7 sur 14 deux jours plus tard pour contribuer à la victoire des siens 99 à 94 contre le Jazz de l'Utah.
En 2016, agent libre protégé par le Thunder, il est laissé libre de rejoindre le Heat de Miami.
Au début de la saison 2019-2020, Waiters est suspendu par le Heat à deux reprises pour avoir critiqué l'entraîneur de l'équipe, Erik Spoelstra. Il est ensuite suspendu 10 matches par la franchise pour une crise de panique qui se déroule dans un avion après que Waiters a mangé un bonbon au cannabis, une substance interdite par la NBA. 
Le 6 février 2020, il est impliqué dans un échange entre 6 joueurs et rejoint les Grizzlies de Memphis. Il est coupé par ceux-ci dans les jours qui suivent. Le 5 mars 2020, Waiters s'engage avec les Lakers de Los Angeles.

## Palmarès

### En club
- Champion NBA 2020 avec les Lakers de Los Angeles.

### Distinctions personnelles

#### Université
- Third-team All-Big East en 2012.
- Big East Sixth Man of the Year en 2012.

#### NBA
- Rookie du mois de février 2013 pour la Conférence Est.
- NBA All-Rookie First Team en 2013.

## Records sur une rencontre en NBA
Les records personnels de Dion Waiters en NBA sont les suivants, :
| Type de statistique        | Saison régulière | Saison régulière            | Saison régulière | Playoffs | Playoffs                   | Playoffs      |
| Type de statistique        | Record           | Adversaire                  | Date             | Record   | Adversaire                 | Date          |
| -------------------------- | ---------------- | --------------------------- | ---------------- | -------- | -------------------------- | ------------- |
| Points                     | 33               | 5 fois                      | 5 fois           | 19       | @ Mavericks de Dallas      | 21 avril 2016 |
| Paniers marqués            | 14               | Timberwolves du Minnesota   | 30 octobre 2017  | 7        | 2 fois                     | 2 fois        |
| Paniers tentés             | 28               | Timberwolves du Minnesota   | 30 octobre 2017  | 11       | 4 fois                     | 4 fois        |
| Paniers à 3 points réussis | 7                | @ Clippers de Los Angeles   | 5 novembre 2012  | 4        | @ Mavericks de Dallas      | 21 avril 2016 |
| Paniers à 3 points tentés  | 16               | @ Knicks de New York        | 30 mars 2019     | 8        | @ Mavericks de Dallas      | 21 avril 2016 |
| Lancers francs réussis     | 10               | 2 fois                      | 2 fois           | 5        | @ Spurs de San Antonio     | 30 avril 2016 |
| Lancers francs tentés      | 14               | Wizards de Washington       | 12 mars 2013     | 7        | @ Spurs de San Antonio     | 30 avril 2016 |
| Rebonds offensifs          | 3                | 5 fois                      | 5 fois           | 2        | @ Warriors de Golden State | 26 mai 2016   |
| Rebonds défensifs          | 9                | 2 fois                      | 2 fois           | 4        | 3 fois                     | 3 fois        |
| Rebonds totaux             | 10               | 2 fois                      | 2 fois           | 4        | 5 fois                     | 5 fois        |
| Passes décisives           | 11               | Heat de Miami               | 18 mars 2014     | 4        | 4 fois                     | 4 fois        |
| Interceptions              | 5                | @ Bucks de Milwaukee        | 11 avril 2014    | 2        | 2 fois                     | 2 fois        |
| Contres                    | 3                | 2 fois                      | 2 fois           | 1        | 4 fois                     | 4 fois        |
| Balles perdues             | 7                | @ Trail Blazers de Portland | 6 avril 2016     | 2        | 6 fois                     | 6 fois        |
| Minutes jouées             | 44               | 76ers de Philadelphie       | 9 novembre 2013  | 36       | Warriors de Golden State   | 28 mai 2016   |

- Double-double : 4
- Triple-double : 0

Dernière mise à jour : 14 janvier 2021